# La Estrella de Sevilla
La Estrella de Sevilla es una obra de teatro escrita en 1623, cuya autoría se atribuye al dramaturgo español Andrés de Claramonte.

## Argumento
Ambientada en el siglo XIII, la acción refleja una visita del rey Sancho IV de Castilla a la ciudad de Sevilla, donde conoce y queda prendado de la joven Estrella Tavera, hermana del noble local Bustos Tavera y enamorada del hidalgo Sancho Ortiz de las Roelas. El monarca, mediante artimañas, consigue acceder a los aposentos de la dama, lo que provoca un enfrentamiento con Bustos. El rey, encolerizado, ordena su asesinato y le hace el encargo al propio Sancho Ortiz, que acepta leal, desconocedor, sin embargo, de la identidad del sujeto. Cuando conoce que debe matar a quien ha de convertirse en su cuñado, se debate entre el amor y la fidelidad a su rey. Opta por la segunda, mata a Bustos e ingresa en prisión por ello. Es liberado cuando el rey declara que únicamente cumplía sus órdenes. Sin embargo, Estrella deja de amar a Sancho y se hace monja.

## Representaciones destacadas
En el siglo XIX representaron la pieza algunos de los actores más insignes del panorama artístico español, como  Antonio Vico, Ricardo Calvo o Teodora Lamadrid. Ya en el siglo XX pueden mencionarse los siguientes montajes:
- Teatro La Latina, Madrid, 1925.[6]
  - Intérpretes: Fernando Díaz de Mendoza y Guerrero, María Guerrero López.

- Teatro Español, Madrid, 1958.[7]
  - Dirección: José Tamayo.
  - Escenografía: Vicente Viudaes.
  - Intérpretes: Guillermo Marín (rey Sancho), José María Seoane (Busto Tavera), Asunción Sancho (Estrella), Carlos Muñoz (Don Sancho), Alfonso Muñoz, José Bruguera, Társila Criado, Nuria Torray, Antonio Ferrandis.

- Teatro Español, Madrid, 1970.
  - Dirección: Alberto González Vergel.
  - Intérpretes: Carlos Ballesteros, Marisa Paredes, José Luis Pellicena, Antonio Iranzo, Roberto Martín.

- Corral de Comedias, Almagro, 1998. Compañía Nacional de Teatro Clásico.
  - Dirección: Miguel Narros.
  - Intérpretes: Juan Ribó (rey Sancho), Nuria Gallardo, Helio Pedregal, Chema de Miguel.

- Teatro Pavón, Madrid, 2009.
  - Dirección: Eduardo Vasco.
  - Intérpretes: Daniel Albaladejo (rey Sancho), Muriel Sánchez (Estrella), Arturo Querejeta, Jaime Soler.

## Adaptaciones para televisión
La obra se ha emitido por Televisión española en dos ocasiones. La primera el 1 de enero de 1964, en el espacio Primera fila con dirección de Pedro Amalio López; la segunda el 10 de julio de 1969 en el programa Teatro de siempre, dirigida por Eugenio García Toledano e interpretada por Nicolás Dueñas, Esperanza Alonso, José María Escuer, Roberto Caballero y José Luis Lespe.